# Hugo Gaudig
Hugo Gaudig (5. decembar 1860. Štekaj - 2. avgust 1923. Lajpcig) bio je nastavnik reforme pokreta radne škole zajedno sa Šerlot Miler, Otom Šajbnerom i Valdusom Nestlerom. Osim toga, bio je nemački pedagog, predstavnik pedagogije radne škole, psihologije i pedagogije ličnosti.

## Životni put
Završio je srednju školu u Nordhausenu 1879. godine. Nakon studija teologije i modernih jezika u Haleu i odbranio je doktorsku tezu o osnovnim principima estetike. Kao jedan od tvoraca psihologije ličnosti u centar svojih razmatranja stavlja "Ličnost u nastajanju". Umesto škole ručnog (manuelenog) rada on zahteva "školu slobodnog duhovnog rada", koja bi razvijala prirodne dispozicije čoveka i omogućavala slobodno izražavanje njegove ličnosti. Takav, a ne manuelni rad, ima pravu pedagošku vrednost, tvrdio je Hugo Gaudig.